# Meta Given
Meta Hortense Given (25 janvier 1888 - 17 novembre 1981) est une entrepreneure américaine, nutritionniste, spécialiste en économiste domestique, photographe, chroniqueuse et auteure de livres de cuisine à succès.

## Jeunesse et éducation
Meta Given est née Meta Hortense Given le 25 janvier 1888 d'Eliza Ann (Lacy) et de James Henry Given dans le canton de Bourbois, comté de Gasconade, Missouri, dans une région appelée Ozarks. Meta Given grandit dans une ferme, la famille vit dans une cabane de trois pièces avec des murs à la chaux,.
Elle étudie l'économie domestique et la nutrition en premier cycle à University of Central Missouri (en). Une fois diplômée, elle travaille comme assistante de laboratoire en chimie. Elle enseigne ensuite la chimie et la physique au lycée à Brookfield (Missouri) et crée un cours d'économie domestique. Après 7 ans passés à Brookfield, Meta Given rejoint l'Université de Chicago en 1914, où elle obtient un diplôme en économie domestique.

## Carrière
Meta Given enseigne l'économie domestique pendant 20 ans (1902-1922) alors qu'elle fréquente le lycée, puis l'université. Elle travaille ensuite pour l'Evaporated Milk Association de 1925 à 1930 en tant que directrice de l'économie domestique.
En 1933, elle fonde la Meta Given Experimental Kitchens, un laboratoire à destination de l'industrie alimentaire pour des compagnies dont Kraft et Quaker Oats.  Elle y élabore des recettes pour optimiser la valeur culinaire et gustative des produits agricoles de base tout en minimisant le coût pour le consommateur.
Son best-seller The Modern Family Cookbook est publié pour la première fois en 1942 ; l' Encyclopédie de la cuisine moderne est publiée en deux volumes en 1947. Ces deux publications ont été révisées et réimprimées au cours des décennies suivantes et suivies au cours des années 1950, 1960 et au début des années 1970 par d'autres volumes sur l'alimentation et la cuisine. Entre 1942 et 1972, les différentes éditions cumulent environ 4 millions de copies.
Meta Given est l'auteure d'une célèbre chronique pour le Chicago Tribune de 1930 à 1931 avec plus de 365 articles à son actif : « Chicago Cook Book » et « Food Talk ». Meta Given rédige également une chronique pour plusieurs journaux, intitulée « Eat well on $12 week » de 1939 à 1949.
À l'encontre de sa contemporaine Irma Rombauer, auteure de Joy of Cooking qui met l'accent sur l'art de cuisiner, Meta Given soutient dans ses publications une approche pratique de la cuisine de tous les jours.
Elle recommande aux Américains de consommer chaque jour dix catégories différentes de denrées alimentaires pour une nutrition équilibrée : lait, viande (ou fromage pour ceux qui ne mangent pas de viande), légume vert ou jaune, autre légume, pomme de terre (une fois par semaine des pâtes ou du riz peuvent remplacer mais augmenter les légumes), œuf, beurre, céréale entière, agrume ou tomate, un autre fruit.
Given décède à Lakeland, comté de Polk (Floride), le 17 novembre 1981.

## Livres
- Delicious Dairy Dishes, Borden-Wieland, 1936,  Ruth Cooper[7]
- The Art of Modern Cooking and Better Meals: Recipes for Every Occasion 1936–1939 révisé et édité par Meta Given
- The Modern Family Cook Book, 1942
- Modern Encyclopedia of Cooking, volumes 1 et 2, 1947
- The Modern Family Cook Book, 1953
- Safe Home Canning, 1954
- The Modern Family Cook Book, 1968